# Pygopristis denticulata
A Pygopristis denticulata a csontos halak (Osteichthyes) főosztályának a sugarasúszójú halak (Actinopterygii) osztályába, ezen belül a pontylazacalakúak (Characiformes) rendjébe és a pontylazacfélék (Characidae) családjába tartozó faj.
Nemének egyetlen faja.

## Előfordulása
A Pygopristis denticulata előfordulási területe az Orinoco medencéjétől, egészen északkeletig, a Guyanai-hegyvidékről származó folyókig terjed. Az Amazonas alsó szakaszába ömlő mellékfolyókban is vannak állományai.

## Megjelenése
Ez a hal legfeljebb 20 centiméter hosszú. Erős fogazata, komoly sérüléseket okozhat.

## Életmódja
Trópusi, édesvízi halfaj, amely általában a fenék közelében tartózkodik.

## Felhasználása
A Pygopristis denticulatát ipari mértékben halásszák.

## Képek

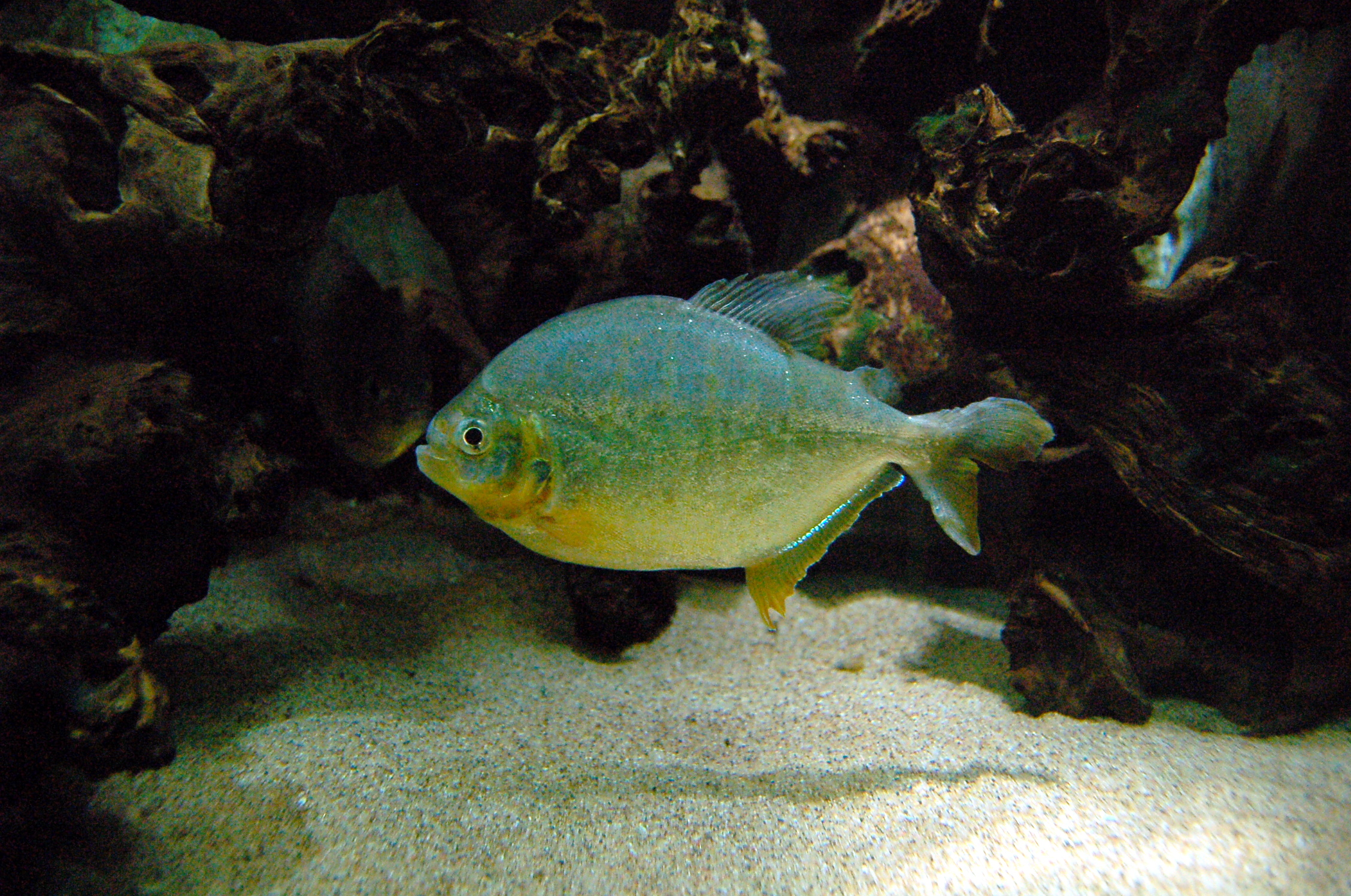
akváriumban
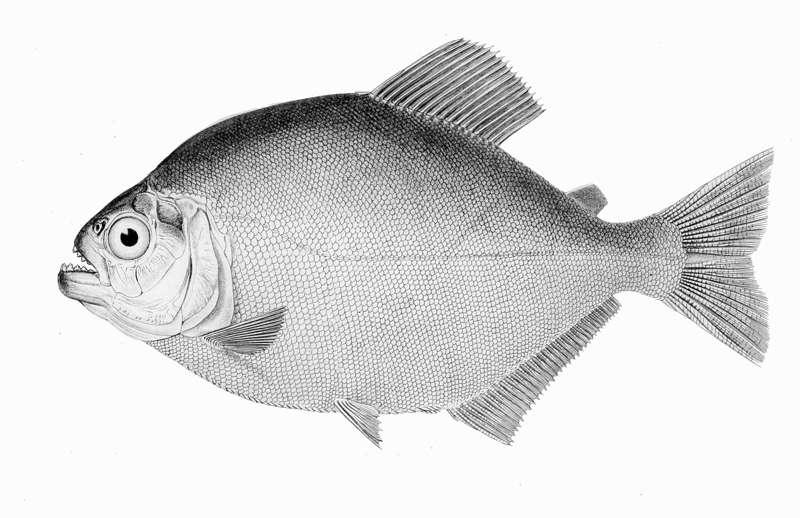
és rajzon